# KV Ostende
Der KV Ostende, mit vollem Namen Koninklijke Voetbalklub Oostende, war ein belgischer Fußballverein in der Hafenstadt und Seebad Ostende.

## Geschichte
Der Verein entstand 1981 aus der Fusion zweier in Ostende ansässiger Fußballvereine.

### Frühe Jahre
Am 1. Oktober 1905 wurde von ehemaligen Schülern Van Neste Genootschap Ostende gegründet und drei Jahre später trat der Klub dem belgischen Verband, der Union Belge des Sociétés de Sports Athlétiques, bei. 1911 entstand mit der Association Sportive Ostendaise ein Ortsrivale. Dieser erreichte 1931 erstmals die zweite Liga, wo 1935 als Vizemeister nur knapp der Aufstieg in die Erstklassigkeit verpasst wurde. In der Saison 1936/37 spielten beide Mannschaften zweitklassig. AS Ostende stieg am Ende der Saison ab, VG Ostende folgte ein Jahr später.

### Getrennte Jahre
Bei der Einführung der eingleisigen zweiten Liga 1952 gelang AS Ostende die Qualifikation. In den folgenden Jahren belegte die Mannschaft stets Plätze im Mittelfeld. 1969 gelang als Meister der Division 2 der Aufstieg in die 1. Division. Jedoch musste der Klub als Tabellenletzter sofort wieder absteigen. Als Vorletzter der zweiten Liga rutschte der Klub 1971 sogar in die Drittklassigkeit ab. 1973 gelang unter Trainer Norberto Höfling der Wiederaufstieg und in der folgenden Saison als Vizemeister die Rückkehr ins Oberhaus. 1974 konnte der Ortsrivale VG Ostende nach fast vierzig Jahren wieder in die Zweitklassigkeit zurückkehren und sich am Ende der Saison sogar für die Aufstiegsspiele qualifizieren, die jedoch als Letzter beendet wurden. 1977 stieg AS Ostende aus der ersten Liga ab und die beiden Ortsrivalen spielten 1977/78 wieder in einer Liga. Jedoch beendete VG Ostende die Spielzeit auf einem Abstiegsplatz, ein Jahr später wurde auch AS Ostende Letzter.

### Nach der Fusion
Am 1. Juli 1981 fusionierten die beiden Ortsrivalen und der KV Ostende entstand. Diesem gelang 1992 die Rückkehr in die zweite Liga. Als Dritter erreichte die Mannschaft die Aufstiegsspiele, in denen sie sich mit fünf Siegen und einem Unentschieden mit elf Punkten ungeschlagen vor Eendracht Aalst (5 Punkte) durchsetzte und in die erste Liga aufstieg. Als Tabellensiebter gelang 1994 der Klassenerhalt, in der folgenden Saison gelangen nur fünf Siege und die Spielzeit wurde als Vorletzter beendet.

### Abstieg und Absturz
In der zweiten Liga wurden als Tabellendritter zwar die Aufstiegsspiele erreicht, Excelsior Mouscron war dort jedoch zu stark. 1998 gelang als Zweitligameister die Rückkehr ins Oberhaus, mit nur vier Siegen als Tabellenletzter dort der Klassenerhalt verpasst. 2000 scheiterte die Mannschaft erneut in den Aufstiegsspielen, ein Jahr später musste der Klub abgeschlagen als Tabellenletzter den gang in die Drittklassigkeit antreten. Dort erreichte der Klub als Tabellendritter die Aufstiegsspiele, scheiterte jedoch im Finale an VW Hamme deutlich mit 1:4.

### Durchmarsch in die erste Liga
2002 trat die Mannschaft als Vizemeister erneut in den Aufstiegsspielen an, scheiterte jedoch an Oud-Heverlee. Nach dem Lizenzentzug für Berchem Sport gelang dennoch der Aufstieg in die zweite Liga. Hier überraschte die Mannschaft als Vizemeister und qualifizierte sich somit für die Aufstiegsspiele für die Jupiler League. Nach drei Siegen und drei Niederlagen wurde die Runde punktgleich mit KFC Verbroedering Geel beendet. Da diese jedoch als Tabellenzehnte in die Aufstiegsspiele gelangt waren und der bessere Tabellenrang in der regulären Saison entscheidet, schaffte KV Ostende die Sensation und den Durchmarsch in die erste Liga.
Mit fünf Punkten Rückstand auf das rettende Ufer bzw. KSK Beveren verpasste KV Ostende den Klassenerhalt. Seitdem spielte der Verein wieder in der zweiten Liga und erreichte dort zuletzt 2012 die Relegationsrunde. Ab 2013 spielte der Verein erneut in der höchsten belgischen Spielklasse. In der ersten Saison erreichte Ostende Platz 9 und schloss die anschließenden Europa-League-Play-offs als erster ab. Beide Finalspiele gegen den Ersten der anderen Play-off-Gruppe, dem KV Kortrijk, gingen 2:2 unentschieden aus. Im Elfmeterschießen setzte sich Ostende mit 3:2. Allerdings erhielt der Verein keine Lizenz für die Europa League. Das für eine Teilnahme noch erforderliche Spiel gegen den Vierten der Meister-Play-offs, dem SV Zulte Waregem wurde daher abgesagt.
In den Jahren 2015/16 konnte sich Ostende für die Meister-Play-offs qualifizieren, erreichte dort aber keinen Platz, der zur Teilnahme an einem europäischen Wettbewerb berechtigte. In der Saison 2016/17 wurde Ostende Vierter der Meister-Play-offs und gewann auch die anschließenden Finalspiele, so dass es an der 3. Qualifikationsrunde zur Europa League 2017/18 teilnehmen konnte. Dort schied man gegen Olympique Marseille aus.
Nachdem Ostende in der Saison 2017/18 nur an der Europa-League-Play-offs teilnahm und sich dort abzeichnete, dass man die Play-off-Gruppe nicht gewann, wurde die Tätigkeit von Adnan Čustović als Trainer zum Saisonende beendet. Nachfolger in der Saison 2018/19 wurde Gert Verheyen.
Am 6. März 2019 wurde auch er als Trainer abgelöst, nachdem feststand, dass auch in der Saison 2018/19 Ostende die Meister-Play-offs nicht erreichen konnte. Sportdirektor Hugo Broos übernahm auch die Aufgaben des Trainers. Nach sechs Spieltagen in der Play-off hatte Ostende einen Rückstand von 4 Punkten zur Tabellenspitze bei noch zwölf zu vergebenen Punkten. Am 29. April 2019 beschlossen Broos und der Verein die sofortige Trennung. Die Mannschaft wurde bis zum Ende der Saison vom bisherigen Assistenztrainer Franky Van der Elst trainiert.

### Erneuter Abstieg und Insolvenz
Am 6. Mai 2019 wurde die Verpflichtung des Norwegers Kåre Ingebrigtsen für die nächsten zwei Spielzeiten als Trainer bekannt gegeben. Van der Elst blieb beim Verein wieder als Assistenztrainer. Ingebrigtsens Vertrag wurde auf eigenen Wunsch zum Ende des Jahres 2019 beendet. Ingebrigtsen hatte eine Vertragszusage von APOEL Nikosia als Trainer für den Fall, dass Ostende ihn freigibt.
Als neuer Trainer bis zum Ende der Saison wurde zum Jahreswechsel Dennis van Wijk verpflichtet. Nach dem drittletzten Spieltag, als Ostende noch zwei Punkte Vorsprung auf den Abstiegsplatz hatte, wurde Van Wijk Anfang März 2020 wieder entlassen. Am Folgetag kehrte Adnan Čustović als Trainer nach Ostende zurück. Diesen Platz konnte Ostende bis zum Abbruch der Saison infolge der COVID-19-Pandemie halten und stieg somit als Vorletzter nicht aus der Division 1A ab.
Für die folgende Saison 2020/21 wurde Alexander Blessin als neuer Trainer verpflichtet. Ostende gehörte in der Hauptrunde lange Zeit zu den ersten vier Mannschaften. Am Schluss konnte sich der Verein jedoch nicht für die Meister-Play-Off qualifizieren. Die Europa-Play-offs, die er durch Platz 5 in der Hauptrunde erreichte, wurden nicht gewonnen. Anfang September 2021 verlängerte der Verein den Vertrag von Blessin bis zum Ende der Saison 2023/24. Mitte Januar 2022 machte Blessing von der verankerten Ausstiegsklausel Gebrauch und wechselte zum italienischen Verein FC Genua. Übergangsweise übernahm Assistenztrainer Markus Pflanz das Training, ehe mit Yves Vanderhaeghe ein neuer Trainer verpflichtet wurde. Die Mannschaft beendete die Spielzeit auf dem zwölften Tabellenplatz. In die anschließende Spielzeit 2022/23 startete die Mannschaft ebenfalls schlecht; als Tabellen-Vierzehnter mit nur zwei Punkten Vorsprung auf die Abstiegsplätze wurde Trainer Vanderhaeghe nach 15 Spielen durch Dominik Thalhammer ersetzt. Letztlich stieg der Verein im Sommer 2023 jedoch als Sechzehnter (und damit drittletzter) in die Division 1B ab.
Mitte Dezember 2023 stellte die Lizenzkommission fest, dass der Verein mehrere Auflagen, die bei der Erteilung der Lizenz für die Saison 2023/24 erteilt wurden waren, nicht erfüllt hatte. Daher verhängte die Kommission ein Transferverbot, die Auflage, zwei Spieler zu verkaufen und einen Punktabzug von drei Punkten und für weitere Verstöße einen weiteren Abzug von sechs Punkten für die laufende Saison. Durch die Berufungskommission wurde am 25. Januar 2024 der zweite Punktabzug auf drei Punkte reduziert.
Am 17. Mai 2024 teilte Van Oosterwyck mit, dass der KV Ostende mit 3. Juni 2024 Insolvenz anmelden müsse. Der Verein hatte mittlerweile einen unbezahlbaren Schuldenberg aufgebaut, sodass er keine Lizenz erhalten konnte und die zweite Amateurliga absteigen musste. Ein rettender Investor wurde nicht gefunden, sodass es keine Möglichkeit gab, die Schulden zu begleichen. Um das Insolvenzverfahren und die anschließende Auflösung kam der KVO schlussendlich nicht rum.
KV Diksmuide aus Diksmuide fusionierte Ende der Saison 2023/24 mit den Spielern des insolventen KV Ostende. Die erste Mannschaft zog nach Ostende und nutzt die Diaz Arena, die anderen Mannschaften des Vereins sind in Diksmuide verblieben. Der Club heißt jetzt KV Diksmuide Oostende.

## Kader der Saison 2023/24
Stand: 30. Juni 2024
| Nummer     | Spieler             | Nationalität | im Verein seit | letzter Verein         | Geburtsdatum |          |          |
| Torhüter   | Torhüter            | Torhüter     | Torhüter       | Torhüter               | Torhüter     | Torhüter | Torhüter |
| ---------- | ------------------- | ------------ | -------------- | ---------------------- | ------------ | -------- | -------- |
| 01         | Liam Bossin         | Belgien      |                | FC Dordrecht           | 15.07.1996   |          |          |
| 13         | Brent Gabriël       | Belgien      | 2022           | SK Beveren             | 27.01.1999   |          |          |
| 93         | Richmond Badu       | Belgien      | 2020           | eigene Jugend          | 03.05.2002   |          |          |
| Abwehr     |                     |              |                |                        |              |          |          |
| 02         | Jonas Vinck         | Belgien      | 2023           | Royal Excelsior Virton | 25.10.1995   |          |          |
| 03         | Zech Medley         | England      | 2021           | FC Arsenal U21         | 09.07.2000   |          |          |
| 04         | Thomas Basila       | Belgien      | 2023           | AS Nancy               | 30.04.1999   |          |          |
| 05         | Brent Laes          | Belgien      |                | Lierse Kempenzonen     | 18.04.2000   |          |          |
| 22         | Massimo Decoene     | Belgien      |                | KV Kortrijk            | 11.02.2004   |          |          |
| 25         | Cederick Van Daele  | Belgien      |                | KAA Gent               | 25.08.2000   |          |          |
| 36         | Siebe Wylin         | Belgien      | 2022           | eigene Jugend          | 27.05.2003   |          |          |
| Mittelfeld |                     |              |                |                        |              |          |          |
| 06         | Maxime D’Arpino     | Frankreich   | 2020           | US Orléans             | 17.06.1996   |          |          |
| 08         | Ewan Henderson      | Schottland   |                | Hibernian Edinburgh    | 27.03.2000   |          |          |
| 16         | Sieben Dewaele      | Belgien      | 2021           | RSC Anderlecht         | 02.02.1999   |          |          |
| 17         | Juanda Fuentes      | Kolumbien    |                | FC Barcelona II        | 19.05.1993   |          |          |
| 23         | Alfons Amade        | Deutschland  | 2021           | TSG 1899 Hoffenheim    | 12.11.1999   |          |          |
| 26         | Vincent Koziello    | Frankreich   |                | 1. FC Köln             | 28.10.1995   |          |          |
| 29         | Robbie D’Haese      | Belgien      | 2017           | eigene Jugend          | 25.02.1999   |          |          |
| 31         | Johanna Omolo       | Kenia        |                | URSL Visé              | 31.07.1998   |          |          |
| 93         | Anas Hammas         | Belgien      |                | eigene Jugend          | 17.02.2004   |          |          |
| 99         | Alessandro Albanese | Belgien      | 2022           | Waasland-Beveren       | 12.01.2000   |          |          |
| Angriff    |                     |              |                |                        |              |          |          |
| 09         | Daniel Pérez        | Venezuela    |                | FC Brügge              | 17.01.2002   |          |          |
| 14         | Dapo Mebude         | Schottland   | 2022           | FC Watford             | 29.07.2001   |          |          |
| 20         | Andy Musayev        | Belgien      | 2022           | eigene Jugend          | 17.04.2003   |          |          |
| 77         | David Atanga        | Ghana        | 2021           | Holstein Kiel          | 25.12.1996   |          |          |
| 90         | Mohamed Berte       | Belgien      | 2022           | eigene Jugend          | 25.03.2002   |          |          |
|            | Andrew Jung         | Frankreich   | 2021           | LB Châteauroux         | 08.10.1997   |          |          |

## Vorstand
Im Juni 2014 übernahm Marc Coucke die Anteile des bisherigen Präsidenten des KV Ostende Yves Lejaeghere und wurde dann auch vom Verwaltungsrat zum Präsidenten berufen. Nachdem Coucke im Februar 2018 auch die Mehrheit beim RSC Anderlecht gekauft hatte, musste er sich für einen Verein entscheiden. Er wurde Präsident beim RSC Anderlecht und gab sein Amt beim KV Ostende an Peter Callant weiter.
Dieser gab nach einem Jahr die Aufgabe als Vereinspräsident an Frank Dierckens weiter, der zwischenzeitlich die Mehrheit der Vereinsanteile erworben hatte.

## Logo

Logo des KV Ostende bis Sommer 2021

Anlässlich des 40. Vereinsjubiläums wurde das Logo überarbeitet.

## Trainer
Eine Übersicht der Trainer des Vereins:
| Amtszeit  | Nat.                    | Trainer             |
| --------- | ----------------------- | ------------------- |
| 1998–1999 | Belgien                 | Jean-Marie Pfaff    |
| –         | –                       | –                   |
| 2017–2018 | Bosnien und Herzegowina | Adnan Čustović      |
| 2018–2019 | Belgien                 | Gert Verheyen       |
| 2019      | Belgien                 | Hugo Broos          |
| 2019      | Belgien                 | Franky Van der Elst |
| 2019      | Norwegen                | Kåre Ingebrigtsen   |
| 2020      | Niederlande             | Dennis van Wijk     |
| 2020      | Bosnien und Herzegowina | Adnan Čustović      |
| 2020–2022 | Deutschland             | Alexander Blessin   |
| 2022      | Belgien                 | Yves Vanderhaeghe   |
| 2022–2023 | Osterreich              | Dominik Thalhammer  |
| 2023      | Belgien                 | Stijn Vreven        |
| 2024–     | Vereinigte Staaten      | Jamath Shoffner     |

## Spieler
| Name des Spielers | Zeitraum  | Bemerkung |
| ----------------- | --------- | --- |
| Hans Aabech       | 1977–1979 | • ehemaliger dänischer Nationalspieler |
| Kurt Axelsson     | 1973–1976 | • ehemaliger schwedischer Nationalspieler |
| Pierre Carteus    | 1974–1977 | • ehemaliger belgischer Nationalspieler |
| Olivier De Cock   | 2010–2011 | • ehemaliger belgischer Nationalspieler • für FC Brügge und Fortuna Düsseldorf aktiv • mehrfacher belgischer Meister und Pokalsieger mit FC Brügge |
| Léopold Gernaey   | 1952–1958 | • ehemaliger belgischer Nationaltorhüter |
| Knowledge Musona  | 2015–2018 | • simbabwischer Nationalspieler • spielte in der Bundesliga für die TSG 1899 Hoffenheim und den FC Augsburg.                                       |
| Paul Okon         | 2004–2005 | • ehemaliger australischer Nationalspieler |
| Kevin Packet      | 2000–2007 | • in der Jugendmannschaft des KVO aktiv |